# Wilsberg: Filmriss
Filmriss ist die 22. Folge der Fernsehfilmreihe Wilsberg. Die Erstausstrahlung erfolgte am 12. Januar 2008 beim ZDF. Regie führte Reinhard Münster, das Drehbuch wurde von Eckehard Ziedrich und Wolfgang Grundmann geschrieben.

## Handlung
Ekki verbringt eine lange Nacht in der Kneipe Blauer Papagei, die er dann später mit zwei osteuropäischen Damen verlässt. Am nächsten Morgen erwacht er in einem Hotelzimmer des Hotels Astor, kann sich aber an die vorherige Nacht nicht erinnern. Er hat einen Filmriss und verlässt das Hotelzimmer ohne zu sehen, dass seine Begleitung mit einer Platzwunde am Kopf tot im Badezimmer liegt.
Das Hotelpersonal entdeckt die Tote und ruft Kommissarin Anna Springer und ihren Assistenten Overbeck auf den Plan. Diese bringen in Erfahrung, dass das Hotelzimmer unter dem Namen Georg Wilsberg gebucht wurde. Daraufhin wird Wilsberg unter dringendem Tatverdacht stehend vernommen. Bei einer Gegenüberstellung erkennt der Portier den Gast der vergangenen Nacht nicht wieder. Eine Beschreibung führt die Ermittler jedoch zu Ekki. Dieser befindet sich gerade bei einer Steuerprüfung im von Herrn Lehmann geführten Reisebüro Merkur und wird dort von Kommissarin Springer festgenommen.
Georg Wilsberg glaubt an die Unschuld seines Freundes und gibt sich im Hotel Astor  gegenüber der Empfangsdame als Kommissar Overbeck aus, um Zugang zu dem Hotelzimmer zu erhalten, in dem sich in der vergangenen Nacht der Mord ereignet hat. Auf einem Streichholzbriefchen findet Wilsberg die handschriftliche Notiz HEPO. Im Laufe seiner Recherchen ermittelt Wilsberg, dass es sich um einen russischen Schriftzug handelt, der Nero bedeutet. Dies führt ihn in den Nachtclub Nero World, wo er auf die Prostituierte Svetlana Rusnikova trifft, eine Kollegin der ermordeten Weißrussin Jelena. Svetlana offenbart Wilsberg, dass sie von Jelenas Tod geschockt sei, da diese unter dem Schutz des Chefs der Nero Holding gestanden hatte. Der Zuhälter Victor droht Wilsberg, bevor er ihn aus dem Nachtclub werfen lässt, Ekki müsse um sein Leben bangen, weil er Jelena getötet habe.
Alex Holtkamp, die in der Kanzlei ihres Freundes Markus und dessen Vater Heinrich Faber arbeitet, bittet in der Zwischenzeit ihren Freund, Ekkis Verteidigung zu übernehmen. Entgegen einer vorherigen Absprache mit Markus belastet Svetlana Ekki mit ihrer polizeilich aufgenommenen Darstellung des Abends in der Kneipe und der Taxifahrt zum Hotel Astor schwer. Kurze Zeit später gelingt es aber durch eine entlastende Aussage des Taxifahrers nachzuweisen, dass auch der Portier des Hotels gegenüber der Polizei gelogen hat, um Ekki zu belasten. Es stellt sich heraus, dass zwischen dem Hotel und dem Nachtclub eine Verbindung besteht; beide gehören zur Nero Holding.
Aus der Kanzlei bringt Alex eine DVD mit nach Hause, die anstatt vermeintlicher Urlaubsangebote aus dem Reisebüro Merkur verfängliche Bilder enthält, die Ekki und Jelena im Hotelzimmer zeigen. Markus, der eine Affäre mit einer Mitarbeiterin hat, trennt sich von Alex. Diese entwendet daraufhin aus der Kanzlei der Familie Faber die unter Verschluss stehenden Akten von deren Klienten Nero Holding. Nach einem Studium dieser Akten sucht Wilsberg die Spedition von Rudolf Schlott auf, die als Nero Trans. eine Tochtergesellschaft der Nero Holding ist und sich auf internationale Kühltransporte spezialisiert hat. Wilsberg und Alex werden des Nachts auf dem Gelände der Spedition Zeuge, wie mehrere russische Mädchen aus dem Kühltransporter steigen. Sie haben einen international operierenden Mädchenhändlerring enttarnt, der zwischen Kiew und Münster verkehrt. Wilsberg alarmiert die Polizei und begibt sich zusammen mit Alex in ein Kühlhaus auf dem Gelände der Spedition. Dort finden sie Markus Faber, der erschlagen wurde.
Kommissarin Springer lässt Victor als mutmaßlichen Menschenhändler verhaften. Sein Anwalt sorgt dafür, dass er in Ekkis Zelle gebracht wird, damit er für Ekkis Ableben sorgen kann. Dieses soll wie ein Selbstmord aussehen. Hierzu erhält der Häftling vom Anwalt eine Ampulle, die ein Betäubungsmittel enthält.
Wilsberg bricht in Lehmanns Privaträume ein und findet dort Fotos, die neben anderen Prostituierten auch Svetlana zeigen. Daraufhin macht sich Wilsberg auf den Weg nach Holthausen, um dort den Chef der Nero Holding aufzusuchen. Er trifft dort auf Lehmann, der ihn mit einem Revolver bedroht. Lehmann erklärt ihm, dass er Ekki mit den verfänglichen Fotos erpressen wollte, seine Steuerprüfung einzustellen, da er befürchten musste, dass die Verbindung zwischen seiner Tarnfirma, dem Reisebüro Merkur, und seiner Nero Holding auffliegen könne. Weil er Ekki für den Mörder von Jelena hält, hat er den Mord an Ekki in Auftrag gegeben, der von Victor in der Gefängniszelle ausgeführt werden soll. Wilsberg erkennt den Ring an Svetlanas Hand wieder, den er schon einmal auf den Erpresserfotos gesehen hat, und entlarvt Svetlana, die Fotos von Ekki und Jelena aufgenommen zu haben. Er kombiniert, dass Svetlana ihre Kollegin Jelena erschlagen hat, um ihren Platz an Lehmanns Seite einnehmen zu können. Zudem ist sie für den Mord an Markus Faber verantwortlich, der ihr bei der Aufklärung des Mordes an Jelena zu gefährlich geworden war.
Kommissarin Anna Springer trifft rechtzeitig ein, um Lehmann und Svetlana festnehmen zu lassen und Wilsberg zu befreien. Die verständigten Kollegen können Victor davon abhalten, den schlafenden Ekki in der Gefängniszelle aufzuknüpfen. Ekki wird aus der Haft entlassen. Heinrich Faber begeht Selbstmord, weil er sich durch seine Tätigkeit als Anwalt für die Nero Holding indirekt für den Tod seines Sohnes verantwortlich fühlt.

## Hintergrund
Die Folge Filmriss wurde vom 17. April 2007 bis zum 26. Juni 2007 in Münster und Köln gedreht. Die Außenaufnahmen, die das Hotel Astor zeigen, entstanden am Spiekerhof in direkter Nähe zur Münsterschen Aa. Das Reisebüro Merkur von Herrn Lehmann wurde für die Dreharbeiten in einem Ladenlokal an der Ecke zwischen Soester Straße und Meppener Straße eingerichtet. Die Aufnahmen, die Ekki und Wilsberg auf dem Gefängnishof zeigen, wurden in der Justizvollzugsanstalt Münster gedreht. Die Szenen, in denen das Polizeipräsidium zu sehen ist, wurde im Bispinghof aufgezeichnet. Der Prinzipalmarkt sowie das historische Rathaus sind in der Szene zu sehen, in der sich Alex und Wilsberg in einem Straßencafé treffen. Das Treffen im Grünen zwischen Svetlana und Wilsberg wurde im Juridicum der Westfälischen Wilhelms-Universität an der Münsterschen Aa gedreht. Die letzte Einstellung des Films wurde am Schlossplatz vor dem Schloss aufgezeichnet, wobei im Hintergrund die Kirchtürme der Überwasserkirche, des Doms sowie der Lambertikirche zu sehen sind.
Am 23. September 2007, mehr als ein Quartal vor der Fernsehpremiere, wurde der Film in Münster an der Lambertikirche gezeigt.
Am 16. Juni 2008 wurde die Folge zusammen mit der 21. Folge Unter Anklage von Polarfilm auf DVD mit FSK-12-Freigabe veröffentlicht. Die DVD enthält neben den beiden Hauptfilmen als Bonusmaterial ein Making-of sowie ein Porträt über die Stadt Münster.
Linda Offhaus war bereits in der Folge Wilsberg: Tod auf Rezept zu sehen, übernahm dort jedoch eine andere Rolle.
Der Running Gag Bielefeld verweist in dieser Folge auf den Schriftzug Bielefeld, den Ekki auf seinem Basecap trägt und mit den Worten „Bielefeld ist stylisch“ kommentiert. Dabei wurde erstmals eine Folge mit dem Wort Bielefeld eröffnet.
Bei dem Musiktitel am Ende der Episode handelt es sich um Put Your Lights On von Santana aus dem Jahr 1999.

## Rezeption

### Einschaltquoten
6,3 Millionen Zuschauer sahen die Folge Filmriss bei ihrer Erstausstrahlung im ZDF. Die Wiederholung am 23. Juni 2011 sahen über 3,92 Millionen Zuschauer, was einem Marktanteil von 13,1 % entsprach. Damit holte die Wiederholung den Tagessieg. Bei dem jüngeren Publikum konnte sie 0,79 Millionen Zuschauer und damit einen Marktanteil von 7,0 % erreichen.

### Kritik
„Die Einführung ist perfekt umgesetzt“, urteilte Fabian Riedner von quotenmeter.de, „denn bereits nach 180 Sekunden ist der Zuschauer mitten in der Handlung“. Die Szene in der Bar sei „liebevoll gestaltet“ und zeige, dass „deutsche Filmemacher mit Spezialeffekten gute Szenen gestalten können“. Das Drehbuch enthalte „eine gute und komplexe Story“, das mit einigen Wendungen daher komme und von Regisseur Reinhard Münster „ohne große Mängel umgesetzt“ wurde. Die Story sowie deren Darstellung vermittle einen „glaubwürdigen Eindruck“, die Hauptdarsteller „spielen fantastisch“ und die Stunts seien „super in Szene gesetzt“ worden. Einzig die von Ana Stefanovic und Hubert Mulzer erbrachte Darstellung könne „in Teilen nicht überzeugen“. Die Folge sei „sehenswert“ und erhielt eine Wertung von 88 %. Die Redaktion von TV Spielfilm widersprach dieser Einschätzung und sah „nette Typen in mauer, altbekannter Geschichte“. Das Lexikon des internationalen Films war der Meinung, der Film sei ein „(Fernseh-)Krimi aus der eher beschaulichen Serie“. Barbara Heßmann von Der Westen hielt die Folge hingegen für „spannend, schlüssig und unterhaltsam“.
Die Filmreihe sei „sympathisch, weil sie sich nicht so tierisch ernst“ nehme, urteilt Tilmann P. Gangloff für kino.de. Wenn davon abgesehen werde, dass ein international operierender Mädchenhändlerring gerade in Münster seine Zentrale habe, sei der Film „ansonsten absolut überzeugend“. Korittke gewinne seiner tragischen Rolle „komischen Seiten“ ab, während Lansink mit „staubtrockenen Humor“ spiele, so dass die Folge „humoristische Züge“ aufweise. Die Inszenierung von Reinhard Münster bringe einen „todernsten, völlig undurchsichtigen Krimi“ hervor. Es sei „ein starker »Wilsberg«“, lautet Gangloffs Fazit.